# Magszakadás
A magszakadás (latinul defectus seminis) általában valakinek a halálát jelenti, leszármazók hátrahagyása nélkül.

## Jogi jelentősége
A Magyar Királyságban a magyar magánjogban az adományrendszer idejében valamely nemesi és adományi jószág tulajdonosának az adománylevél értelmében örökös nélkül való elhalálozását jelentette. A gyökeres jognak a hiánya azt jelentette, hogy az örökvallás örök jogot, tulajdont adott ugyan, azonban csak az átruházó (valló, fatens) és annak jogutódaival és harmadik személyekkel, de nem a koronával szemben. Az örökvallás a királyi jogot nem érintette, s a koronát nem kötelezte. A vallományos (fassionarius) és jogutódai tehát az örökvallás alapján csak addig maradtak a szerzett birtok tulajdonában, amig abban a családban, amely a birtokot adományul nyerte, az adománylevél értelmében magszakadás be nem következett. Beállta esetében a birtok a szent koronára visszaszállt, és a fiskus a birtokot elvette attól, akinek kezén találta. Ennek a jogi indoka az, hogy senki több jogot másra át nem ruházhat, mint amennyivel ő maga bír (latinul: nemo plus juris ad alium transferre potest, quam ipse habet).
A magszakadásnak tehát különböző értelme volt, aszerint, hogy a jószág csak a fiúágnak vagy a leányágnak is volt-e adományozva. Így a magszakadás egyrészt háramlási cím (titulus devolutionis) volt, ugyanis magszakadás esetében az adományi jószág a koronára szállt vissza, másrészt adományozási címként szolgált.